# 金善栄
金 善栄（キム・ソニョン、김선영、陰暦1955年11月3日 - ）は、韓国のベンチャー企業バイロメドの代表理事（代表取締役）。
ソウル大学校自然科学大学生命科学部教授を1992年から2018年まで務めた。1996年11月に遺伝子治療剤の開発を目的とするベンチャー企業バイロメディカパシフィック（1999年に社名を変更してバイロメド）を設立した。これは「ソウル大学からのベンチャー企業第1号」である。2018年8月に会社経営に専念するためソウル大学校の教授職を辞任した。名前はカタカナでキム・ソンヨンとも表記される。

## 経歴
1955年、ソウル特別市で生まれた。
1978年、ソウル大学校微生物学科を卒業した。金善栄が大学生だった当時の韓国は大統領朴正煕政権による軍事態勢下で、1974年には人革党事件や『東亜日報』に対する言論弾圧があり、1976年には民主救国事件があった。そういった政治社会状況下で金善栄は大学生のあいだ学生運動に参加し、貧しい若者の指導にあたったりもした。金善栄は自身の学生時代を懐古してボディビルダーであり登山家でありマルクス主義者だったと振り返っている。
その後1982年、マサチューセッツ工科大学（MIT）大学院で生物工学修士を取得、1984年、ハーバード大学大学院で分子遺伝学修士を取得した。このMITとハーバード大学での留学期間に生命科学研究の真の面白さを知ったという。1986年にオックスフォード大学大学院で分子遺伝学博士を取得した。オックスフォードでの2年間の留学期間には研究に没頭し、1日のうち寄宿舎での6時間以外は研究を続け、ほど遠くないロンドンに1度も行かなかったほどだったという。その後1990年から1992年までハーバード大学医学部助教授を務めた。
1992年、韓国に帰国し、1992年から2018年まで26年間ソウル大学校自然科学大学生命科学部教授を務めた。1996年11月に遺伝子治療剤の開発を目的とするベンチャー企業バイロメディカパシフィック（바이로메디카퍼시픽）を設立した。これは「ソウル大学からのベンチャー企業第1号」である。1999年に社名をバイロメド（바이로메드）に変更した。1998年以後は Journal of Gene Medicine の編集委員も務めている。2006年から2008年まで韓国遺伝子治療学会学会長を務め、2006年から2013年まで韓国放送公社(KBS)の客員解説委員を務めた。2010年から2011年までは知識経済部R&D戦略企画団の融合新産業MDも務めた。2011年にバイロメド研究開発総括社長。2013年から2015年までソウル大学校生命工学共同研究院院長。2014年から2016年まで国家科学技術研究会理事を務めた。2018年6月、バイロメドの代表理事（代表取締役）になり会社経営に復帰し、同年8月に会社経営に専念するためソウル大学校の教授職を辞任した。